# Modální notace

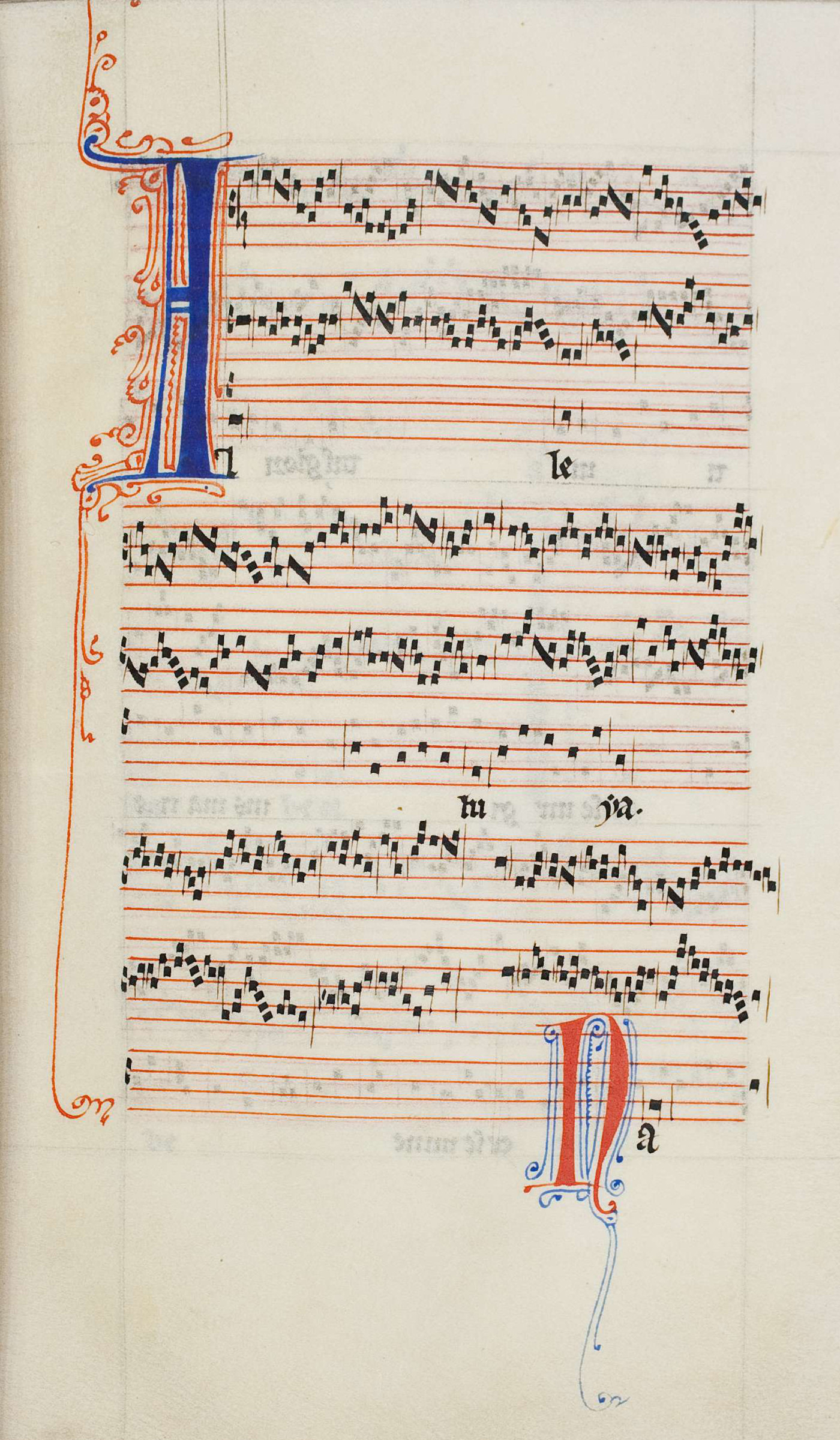
Pérotin (Perotinus Magnus): tříhlasé organum Alleluia nativitas (1160-1170), Magnus liber organi

Modální notace je systém notace vícehlasé hudby, který se používal v západní Evropě v tzv. notredamské éře ve 12. století až do počátku 13. století. Modální notace se vyvinula z předchozí kvadrátní notace.
V dějinách evropské hudby byla modální notace prvním systémem, který umožňoval určovat rytmus, tedy pevně definovat sled dlouhých a krátkých notových hodnot. Tím, že tato notace dovolovala přesně zaznamenat rytmický průběh melodie, také usnadňovala koordinaci hlasů, a tak přispěla k dalšímu rozvoji evropské vícehlasé hudby.

## Modální rytmus

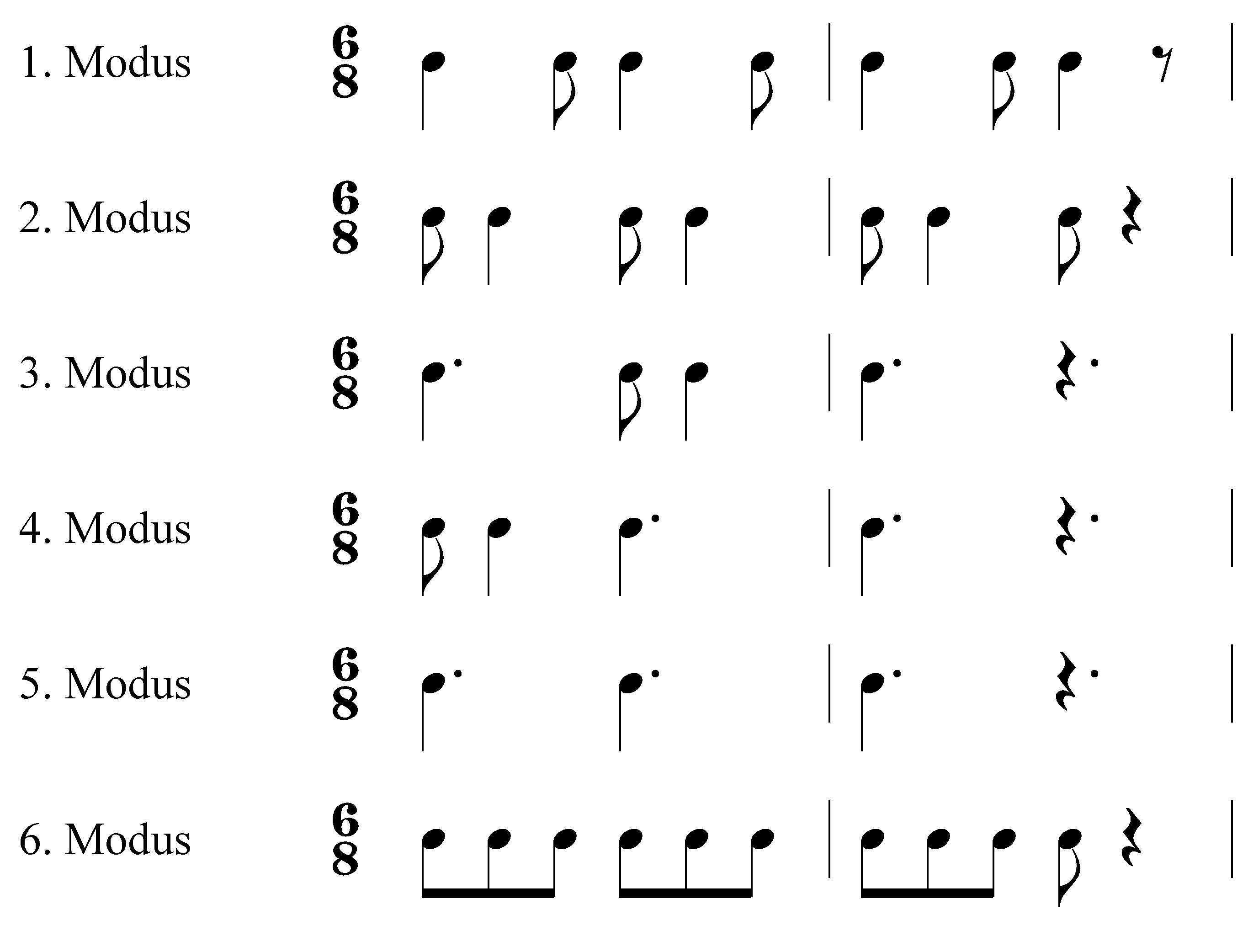
Rytmické mody

V tehdejší hudbě převládaly rychlé třídobé rytmy a opakovaly se krátké rytmické formule (modi, viz tabulku na obrázku). Ve většině pramenů se uvádí šest rytmických modů, jak bylo poprvé vysvětleno v anonymním pojednání De mensurabili musica z doby kolem roku 1260. (Toto dílo bylo dříve připisováno Johannu de Garlandia, ten je však dnes považován pouze za editora, jenž na konci 13. století upravil text Hieronyma de Moravia). V každém modu se pravidelně střídaly noty krátké (brevis) a dlouhé (longa), přičemž ovšem longa mohla být dvoudobá (imperfecta) nebo třídobá (perfecta) a brevis, obvykle jednodobá, mohla být za určitých okolností prodloužena na dvě doby ("alterována").
Tyto mody byly v teorii přiřazeny antickým metrickým stopám:
1. modus: dlouhá–krátká v poměru 2:1 (trochej)
2. modus: krátká–dlouhá 1:2 (jamb)
3. modus: dlouhá–krátká–dlouhá 3:1:2 (daktyl)
4. modus: krátká–dlouhá–dlouhá 1:2:3 (anapest)
5. modus: řada dlouhých not, po třech zpravidla následovala pauza (spondej)
6. modus: řada krátkých not (tribrachys)

Třetí a šestý modus se často používaly ve vrchních hlasech, pátý v hlase spodním, čtvrtý byl spíše teoretická konstrukce, prakticky se nepoužíval.

## Notový zápis
Přestože modální notace dokázala přesně zachytit rytmus, na rozdíl od pozdější notace menzurální nebo i od dnešního notopisu ještě neměla zvláštní tvar noty pro každou rytmickou hodnotu. Rytmus se tedy musel zapisovat pomocí různých kombinací ligatur (not spojených trámečkem) a prostých not (srv. zápis Perotinova organa na obrázku). Jednotlivé mody se zapisovaly takto:
1. modus: ternární ligatura následovaná řadou ligatur binárních;
2. modus: řada binárních ligatur se závěrečnou ternární;
3. modus: řada ternárních ligatur s úvodní nesvázanou dlouhou notou;
4. modus: řada ternárních ligatur se závěrečnou nesvázanou dlouhou notou;
5. modus: řada nesvázaných dlouhých not;
6. modus: řada vícetónových ligatur s úvodní nesvázanou krátkou notou.[2]

Na počátku 13. století nahradila modální notaci notace menzurální, která umožňovala zobrazit i členitější a méně pravidelný rytmus.